# جوردی آلبا
جوردی آلبا راموس (به اسپانیایی: Jordi Alba Ramos) (زادهٔ ۲۱ مارس ۱۹۸۹) بازیکن فوتبال اهل اسپانیا است که برای باشگاه اینتر میامی بازی می‌کند.وی بهترین دفاع کناری تاریخ باشگاه بارسلونا و یکی از بهترین دفاع چپ های تاریخ فوتبال شناخته میشود
آلبا ابتدا حرفه‌اش را با باشگاه جوانان بارسلونا شروع کرد و پس از مدتی به باشگاه فوتبال کورنیا منتقل شد. او سپس به والنسیا رفت. او پس از یک فصل بازی به صورت قرضی در باشگاه خیمناستیک و نمایش‌های بی‌نقصش مجددا به تیم اصلی والنسیا بازگشت در آنجا پیشرفت چشمگیری داشت. او در طی سه فصل بازی برای والنسیا در ۱۱۰ مسابقه حضور پیدا کرد و در نقش یک مدافع کناری با ۶ گل و ۸ پاس گل روی ۱۴ گل اثر مستقیم داشت.  آلبا در ۲۰۱۲ دوباره به بارسلونا بازگشت و ۱۵ قهرمانی را شامل ۵ لالیگا، ۴ کوپا دل ری ،۴ سوپرجام اسپانیا، ۱ لیگ قهرمانان اروپا، ۱ سوپرجام اروپا و ۱ جام باشگاه‌های جهان تجربه کرد. او با سرعت و استقامت بالا، و مهارت‌های دفاعی و تهاجمی تأثیرگذارش، یکی از بهترین مدافعان کناری جهان محسوب می‌شود.
بعد از عملکرد خوب آلبا در ۲۳ بازی برای جوانان اسپانیا، او به تیم ملی بزرگسالان اسپانیا دعوت شد او بهترین دفاع چپ جهان است و به قهرمانی در جام ملت‌های اروپا ۲۰۱۲ رسید. او همچنین با اسپانیا رقابت‌های جام جهانی ۲۰۱۴ ، ۲۰۱۸ ،۲۰۲۲ ، جام ملت‌های اروپا ۲۰۱۶ و جام ملت‌های اروپا ۲۰۲۰ را تجربه کرد.

## آمار

### باشگاهی
به‌روز شده در ۱۳ مهٔ ۲۰۱۲
| باشگاه    | فصل      | لیگ  | لیگ | لیگ    | جام حذفی | جام حذفی | جام حذفی | اروپا۱ | اروپا۱ | اروپا۱ | کل   | کل | کل     |
| باشگاه    | فصل      | بازی | گل  | پاس گل | بازی     | گل       | پاس گل   | بازی   | گل     | پاس گل | بازی | گل | پاس گل |
| --------- | -------- | ---- | --- | ------ | -------- | -------- | -------- | ------ | ------ | ------ | ---- | -- | ------ |
| خیمناستیک | ۲۰۰۸–۰۹  | ۳۵   | ۴   | ۱      | ۱        | ۰        | ۰        | -      | -      | -      | ۳۶   | ۴  | ۱      |
| والنسیا   | ۲۰۰۹–۱۰  | ۱۵   | ۱   | ۰      | ۲        | ۰        | ۱        | ۹      | ۰      | ۰      | ۲۶   | ۱  | ۱      |
| والنسیا   | ۲۰۱۰–۱۱  | ۲۶   | ۲   | ۰      | ۴        | ۰        | ۰        | ۳      | ۰      | ۱      | ۳۳   | ۲  | ۱      |
| والنسیا   | ۲۰۱۱–۱۲  | ۳۲   | ۲   | ۵      | ۸        | ۰        | ۰        | ۱۰     | ۱      | ۲      | ۵۰   | ۳  | ۷      |
| والنسیا   | کل       | ۷۳   | ۵   | ۵      | ۱۴       | ۰        | ۱        | ۲۲     | ۱      | ۳      | ۱۰۸  | ۶  | ۹      |
| بارسلونا  | ۲۰۱۲–۱۳  | ۰    | ۰   | ۰      | ۰        | ۰        | ۰        | ۰      | ۰      | ۰      | ۰    | ۰  | ۰      |
| کل دوران  | کل دوران | ۱۰۸  | ۹   | ۶      | ۱۵       | ۰        | ۱        | ۲۲     | ۱      | ۳      | ۱۴۵  | ۱۰ | ۱۰     |

۱شامل لیگ قهرمانان اروپا، جام یوفا/لیگ اروپا.

### بازی‌های ملی
| اسپانیا | اسپانیا | اسپانیا | اسپانیا |
| سال     | بازی    | گل      | پاس گل  |
| ------- | ------- | ------- | ------- |
| ۲۰۱۱    | ۲       | ۰       | ۱       |
| ۲۰۱۲    | ۱۳      | ۲       | ۲       |
| ۲۰۱۳    | ۹       | ۳       | ۰       |
| ۲۰۱۴    | ۹       | ۰       | ۲       |
| ۲۰۱۵    | ۶       | ۱       | ۱       |
| ۲۰۱۶    | ۱۱      | ۰       | ۱       |
| ۲۰۱۷    | ۸       | ۲       | ۳       |
| ۲۰۱۸    | ۹       | ۰       | ۰       |
| ۲۰۱۹    | ۳       | ۰       | ۲       |
| ۲۰۲۱    | ۱۰      | ۰       | ۵       |
| ۲۰۲۲    | ۱۱      | ۱       | ۵       |
| ۲۰۲۳    | ۲       | ۰       | ۰       |
| مجموع   | ۹۳      | ۹       | ۲۲      |

### گل‌های ملی
| شماره | تاریخ           | میزبان       | بازی ملی | حریف      | نتیجه | رقابت                         |
| ----- | --------------- | ------------ | -------- | --------- | ----- | ----------------------------- |
| ۱     | ۱ ژوئیه ۲۰۱۲    | کی یف        | ۱۱       | ایتالیا   | ۴–۰   | جام ملت‌های اروپا ۲۰۱۲         |
| ۲     | ۱۲ اکتبر ۲۰۱۲   | مینسک        | ۱۳       | بلاروس    | ۴–۰   | مقدماتی جام جهانی ۲۰۱۴        |
| ۳     | ۲۳ ژوئن ۲۰۱۳    | فورتالزا     | ۲۰       | نیجریه    | ۳–۰   | جام کنفدراسیون‌ها ۲۰۱۳         |
| ۴     | ۲۳ ژوئن ۲۰۱۳    | فورتالزا     | ۲۰       | نیجریه    | ۳–۰   | جام کنفدراسیون‌ها ۲۰۱۳         |
| ۵     | ۶ سپتامبر ۲۰۱۳  | هلسینکی      | ۲۴       | فنلاند    | ۲–۰   | مقدماتی جام جهانی ۲۰۱۴        |
| ۶     | ۵ سپتامبر ۲۰۱۵  | ابیدو        | ۳۶       | اسلواکی   | ۲–۰   | مقدماتی جام ملت‌های اروپا ۲۰۱۶ |
| ۷     | ۱۱ نوامبر ۲۰۱۷  | مالاگا       | ۵۷       | کاستاریکا | ۵–۰   | دوستانه                       |
| ۸     | ۱۴ نوامبر ۲۰۱۷  | سنت پترزبورگ | ۵۸       | روسیه     | ۳–۳   | دوستانه                       |
| ۹     | ۲۴ سپتامبر ۲۰۲۲ | ساراگوسا     | ۸۶       | سوئیس     | ۱–۲   | لیگ ملت‌های اروپا ۲۳–۲۰۲۲      |